# Əhmədoba
Əhmədoba è un comune dell'Azerbaigian situato nel distretto di Xaçmaz. Conta una popolazione di 1 548 abitanti.